# Bitva o Istranu
Letecká bitva nad Istranou patří mezi nejvýznamnější letecké střety na italské frontě během první světové války. Odehrála se nad leteckou základnou a městem Istrana, ležící v provincii Treviso, přibližně 35 kilometrů severně od Benátek 26. prosince 1917. Střetly se v ní vzdušné síly Itálie podporované Brity s německými a rakousko-uherskými silami. 

## Průběh bitvy
První fáze konfliktu začala 25. prosince 1917, kdy kanadský pilot Harold Byron Hudson spolu se svým kolegou provedli útok na základnu Centrálních mocností. Tato akce si vyžádala životy 15 německých a rakousko-uherských pilotů.

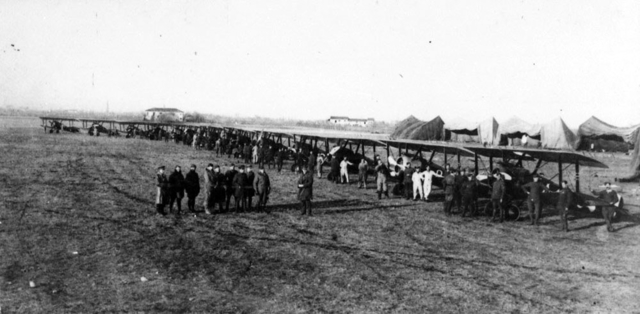
Letouny Sopwith Camel nedaleko Istrany, prosinec 1917

Následující den, 26. prosince 1917, zahájilo německé a rakousko-uherské letectvo protiútok. Italští a kanadští piloti však dokázali tento útok odrazit. V průběhu střetu ztratily Centrální mocnosti 11 letadel, zatímco na straně Italů a Kanaďanů bylo ztraceno 5 strojů.

## Galerie

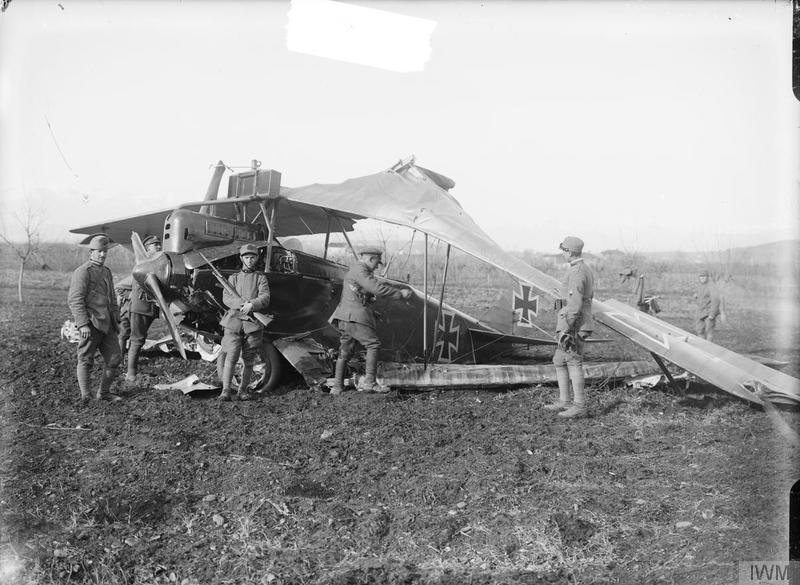
Italští a britští vojáci zkoumají sestřelený letoun DFW
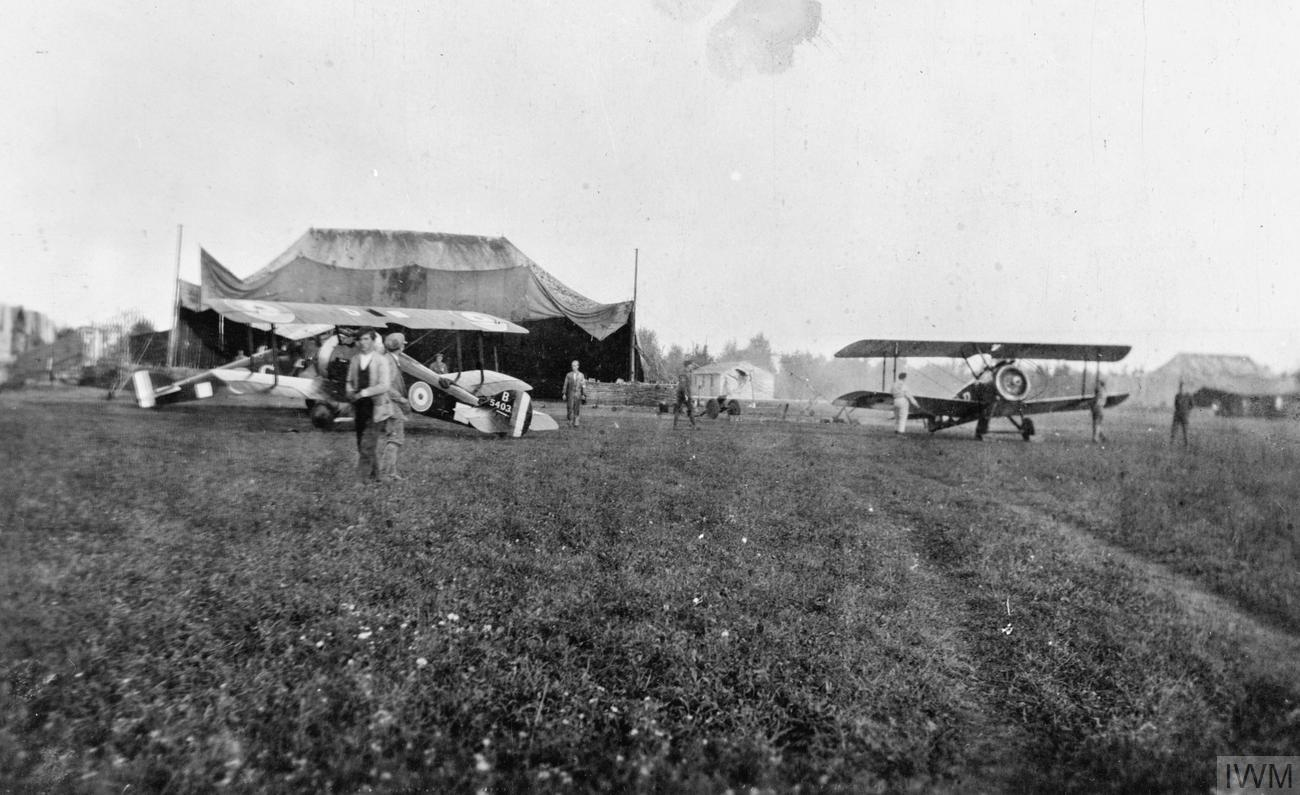
Britské letouny Sopwith Camel 28. perutě RAF
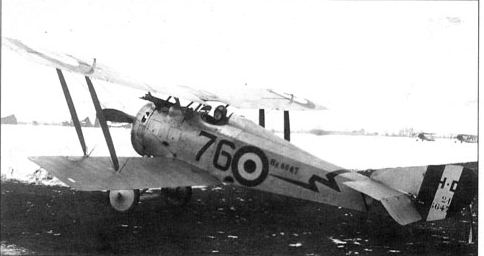
Dvouplošník Hanriot HD.1